# ŠD Ižakovci
Športno društvo Ižakovci, thường hay gọi ŠD Ižakovci hoặc đơn giản Ižakovci, là một câu lạc bộ bóng đá Slovenia thi đấu ở làng Ižakovci. Màu sắc chính của đội là vàng và xanh lục. Hiện tại đội đang thi đấu ở 1. MNL, hạng thứ năm của hệ thống giải bóng đá Slovenia. Hiện tại đội có tên gọi NK Aqua Ižakovci vì lý do tài trợ.

## Danh hiệu
- Giải bóng đá hạng ba quốc gia Slovenia: 1

1991-92
- Giải bóng đá hạng năm quốc gia Slovenia: 1

2004-05

## Lịch sử giải đấu kể từ năm 1991
| Mùa giải  | Giải vô địch               | Thứ hạng |
| --------- | -------------------------- | -------- |
| 1991-92   | Pomurska League (cấp độ 3) | thứ 1    |
| 1992-93   | 3. SNL - Đông              | thứ 7    |
| 1993-94   | 3. SNL - Đông              | thứ 13   |
| 1994-95   | 1. MNL (cấp độ 4)          | thứ 5    |
| 1995-96   | 1. MNL (cấp độ 4)          | thứ 2    |
| 1996-97   | 1. MNL (cấp độ 4)          | thứ 4    |
| 1997-98   | 1. MNL (cấp độ 4)          | thứ 6    |
| 1998-99   | 1. MNL (cấp độ 4)          | ?        |
| 1999-2000 | ?                          | ?        |
| 2000-01   | ?                          | ?        |
| 2001-02   | ?                          | ?        |
| 2002-03   | 1. MNL (cấp độ 4)          | thứ 6    |
| 2003-04   | 1. MNL (cấp độ 4)          | thứ 8    |
| 2004-05   | 1. MNL (cấp độ 5)          | thứ 1    |
| 2005-06   | Pomurska League (cấp độ 4) | thứ 12   |
| 2006-07   | Pomurska League (cấp độ 4) | thứ 6    |
| 2007-08   | Pomurska League (cấp độ 4) | thứ 12   |
| 2008-09   | Pomurska League (cấp độ 4) | thứ 10   |
| 2009-10   | Pomurska League (cấp độ 4) | thứ 12   |
| 2010-11   | 1. MNL (cấp độ 5)          | thứ 6    |
| 2011-12   | 1. MNL (cấp độ 5)          | thứ 9    |
| 2012-13   | 1. MNL (cấp độ 5)          | thứ 7    |
| 2013-14   | 1. MNL (cấp độ 4)          | thứ 9    |
| 2014-15   | 1. MNL (cấp độ 4)          | thứ 9    |
| 2015-16   | 1. MNL (cấp độ 4)          | thứ 10   |
| 2016-17   | 1. MNL (cấp độ 4)          | thứ 11   |
| 2017-18   | 1. MNL (cấp độ 4)          | thứ 10   |
| 2018-19   | 1. MNL (cấp độ 5)          | thứ 8    |

1. ↑  Cuối mùa giải, Giải bóng đá hạng ba quốc gia Slovenia được thành lập và Pomurska League không được tiếp tục.
2. ↑  Do sự thành lập của Pomurska League sau mùa giải, đội phải xuống thi đấu ở cấp độ 5.
3. ↑  Pomurska League không được tiếp tục sau mùa giải, do đó đội được lên thi đấu ở cấp độ 4.
4. ↑  Pomurska League được tái lập sau mùa giải, do đó Ižakovci đáng lẽ ở lại 1. MNL nhưng phải xuống thi đấu ở cấp độ 5.